# Beatrix Farrand
Beatrix Jones Farrand (1872-1959) est une paysagiste américaine.
Issue d'une grande famille new-yorkaise, elle épouse Max Farrand, historien, en 1913. Elle est la nièce d'Edith Wharton.
Dès son plus jeune âge, elle est passionnée par le jardinage et s'intéresse au paysagisme et à la conception de jardins en expérimentant dans la propriété familiale de Bar Harbor.
De son vivant elle se définissait elle-même plus comme « jardinière du paysage » plutôt que paysagiste. 
Avec des clients célèbres comme Rockefeller lui demandant de concevoir leurs jardins et parcs, Beatrix Farrand fut une paysagiste de grande influence sur la profession, du moins en Amérique. Elle est la seule femme membre fondateur de l'American Society of Landscape Architects. 

## Principales réalisations
- Le jardin de la famille Bliss Dumbarton Oaks à Washington, D.C.,
- La résidence d'été Harkness, Eolia à Waterford, Connecticut, connue sous le nom de Harkness Memorial State Park.
- La résidence Rockefeller The Eyrie à Seal Harbor, dans le Maine
- Le Sunken Garden de la famille A.A. Pope au Hill-Stead Museum à Farmington.